# Ectemnius continuus
Ectemnius continuus ist ein Hautflügler aus der Familie der Crabronidae. 

## Merkmale
Die Wespe erreicht eine Körperlänge von 9,5 bis 14,5 Millimetern (Weibchen) bzw. 8 bis 12 Millimetern (Männchen). Ectemnius continuus ist mit einigen sehr ähnlichen verwandten Arten der Gattung Ectemnius zu verwechseln. Sie besitzt seitlich am Pronotum eine sehr feine Spitze. Das Mesonotum und das Schildchen (Scutellum) sind grob gerunzelt. Das dritte Tergit ist häufig komplett schwarz oder trägt nur kleine gelbe Flecken.

## Vorkommen
Die Art ist in der Paläarktis sowie in Nordamerika verbreitet. In Europa tritt sie bis etwa 70° nördliche Breite auf. Sie besiedelt verschiedene trockene bis feuchte Lebensräume mit Totholz. Die Tiere fliegen in zwei Generationen von Juni bis Oktober. Die Art tritt häufig auf.

## Lebensweise
Die Weibchen legen ihre Nester bevorzugt in morschem Totholz oder in Bohrgängen im Holz an. In das Holz wird mit Hilfe der Mandibeln genagt. Es kommt vor, dass die Nester gemeinschaftlich angelegt werden. Die Brut wird mit Schwebfliegen (Syrphidae), Aasfliegen (Calliphoridae), Echten Fliegen (Muscidae), Bremsen (Tabanidae) und Stilettfliegen (Therevidae) versorgt, wobei sechs bis acht Fliegen pro Zelle eingelagert werden. Die Weibchen erbeuten ihre Opfer, wenn diese auf Pflanzen sitzen. Sie stürzen sich im Sturzflug oder stark beschleunigend aus der Horizontalen aus auf sie. Die Betäubung mit dem Stachel findet in der Regel am Erdboden statt. Anschließend wird das Opfer mit dem mittleren Beinpaar gepackt und im Flug zum Nest befördert. Die Entwicklung vom Ei bis zur Verpuppung ist in knapp 12 Tagen abgeschlossen.

## Belege